# Andrzej Wituski

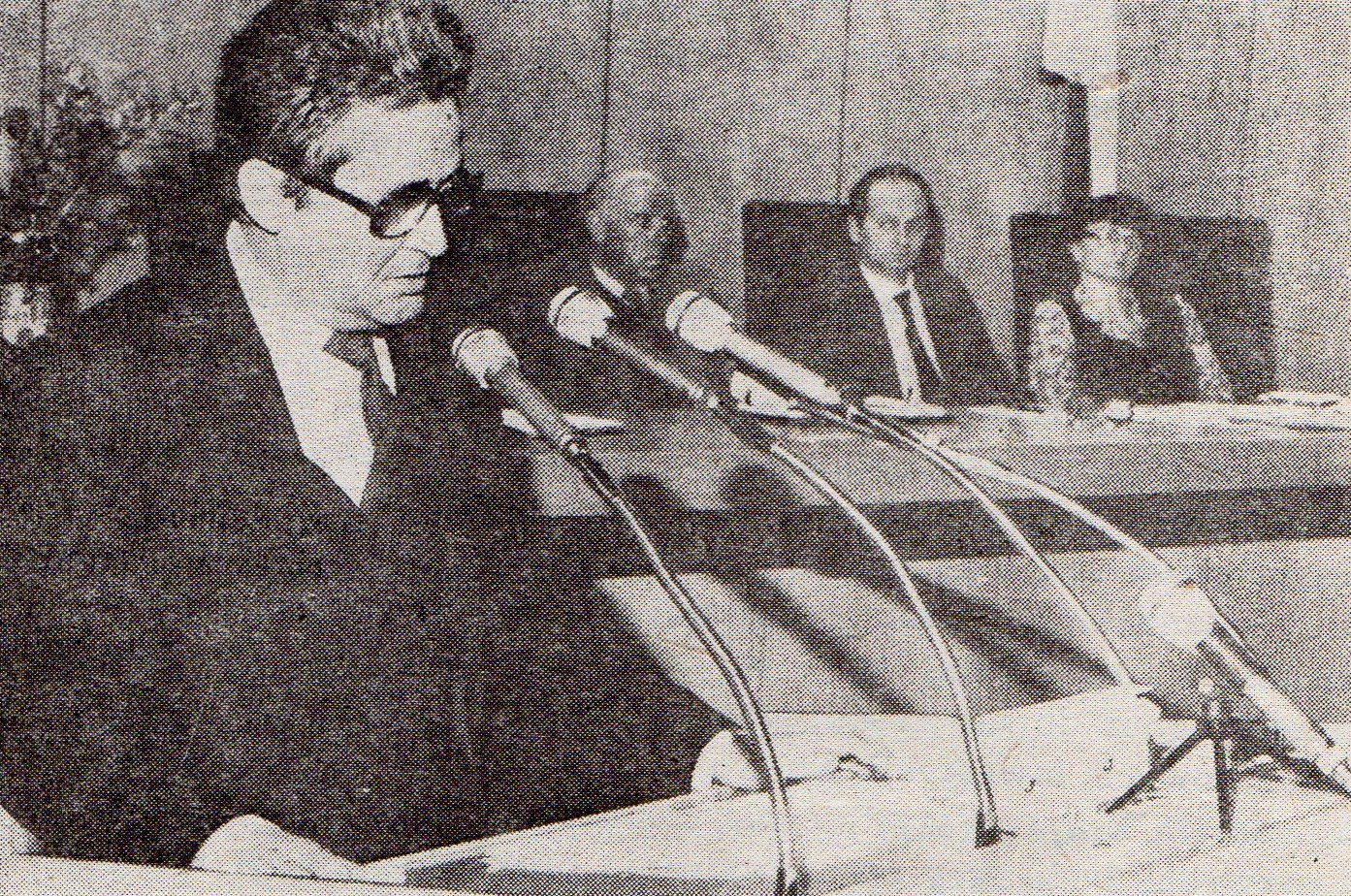
Zdjęcie z 1984

Andrzej Wituski (ur. 23 lutego 1932 w Poznaniu) – polski działacz społeczny, kulturalny i samorządowy. Prezydent Poznania (1982–1990).

## Życiorys
Urodził się 23 lutego 1932 w Poznaniu w rodzinie Adama Wituskiego i Jolanty z domu Ankiewicz. Absolwent VI Liceum Ogólnokształcącego im. Ignacego Jana Paderewskiego w Poznaniu (1952) i Wyższej Szkoły Ekonomicznej w Poznaniu (1952–1956, praca magisterska: Oznaczanie cyny w konserwach rybnych metodą chromatografii bibułowej). W 1951 zatrudniony w Zakładach Ziemniaczanych w Luboniu, a po studiach, krótko, w milicyjnym Domu Kultury Olimpia jako pracownik kulturalno-oświatowy. Dorabiał też jako nauczyciel w Technikum Przemysłu Spożywczego w Poznaniu na Winogradach. Od 1957 do 1965 pracownik Zakładów Mięsnych w Poznaniu, w tym na stanowisku kierownika wytwórni. Od 1966 do 1970 zastępca dyrektora i dyrektor przedsiębiorstwa Miejski Handel Mięsem w Poznaniu. W latach 1971–1972 w Urzędzie Miasta Poznania, gdzie piastował stanowisko szefa Wydziału Handlu, Przemysłu i Usług. W latach 1973–1982 zastępca przewodniczącego Prezydium Rady Narodowej i wiceprezydent Poznania. W 1982 został prezydentem Poznania (odrzucając jednocześnie propozycję objęcia stanowiska dyrektora MTP). W tajnym głosowaniu otrzymał 95% głosów. Urząd prezydenta pełnił do 6 czerwca 1990. W latach 1991–2001 dyrektor poznańskich oddziałów bankowych – kolejno: I Komercyjny Bank w Lublinie, Animex Bank i Kredyt Bank. Od 2001 wiceprezes, a potem prezes i dyrektor biura Towarzystwa Muzycznego im. Henryka Wieniawskiego w Poznaniu oraz dyrektor Międzynarodowych Konkursów Skrzypcowych im. Henryka Wieniawskiego (do 2007). Z rekomendacji Adama Smorawińskiego członek, a potem prezes poznańskiego Rotary Club.

## Osiągnięcia
W okresie uczelnianym był założycielem Studenckiego Teatru Satyrycznego Pegazik. Pisał też teksty dla lubelskiego teatru Dren 59 oraz dla gdańskiego teatru studenckiego Bim-Bom. W latach 1973–1990 był przewodniczącym komitetów organizacyjnych: Biennale Sztuki dla Dziecka, Międzynarodowego Triennale Mebli, Jarmarku Świętojańskiego oraz mistrzostw świata i Europy w różnych dyscyplinach sportowych (m.in. w kajakarstwie, tenisie stołowym, akrobatyce sportowej, koszykówce i zapasach). Był głównym inicjatorem lub jednym z głównych inicjatorów m.in.: utworzenia Muzeum Literackiego Henryka Sienkiewicza, Pracowni-Muzeum Józefa Ignacego Kraszewskiego, Mieszkania-Pracowni Kazimiery Iłłakowiczówny, zmiany programu użytkowego Starego Rynku w Poznaniu (nadanie funkcji turystycznej, likwidacja kotłowni węglowych), zagospodarowania terenów maltańskich, odnowienia i uporządkowania Cmentarza Zasłużonych Wielkopolan, rekonstrukcji Palmiarni Poznańskiej, powstania Domu Polonii, odbudowy Gimnazjum Marii Magdaleny, restytucji jarmarków świętojańskich i negocjatorem pierwszego poznańskiego porozumienia partnerskiego miast – z Hanowerem. Był też współinicjatorem budowy Poznańskiego Szybkiego Tramwaju.

## Odznaczenia
- Krzyż Komandorski Orderu Odrodzenia Polski (2000) za wybitne zasługi w działalności w ruchu studenckim[3]
- Kawaler prywatnego Orderu Świętego Stanisława III klasy[4]
- Medal „Zasłużony Kulturze Gloria Artis” (srebrny)
- medal Ad Perpetuam Rei Memoriam
- Złoty Hipolit
- Złoty Medal Polskiego Związku Artystów Muzyków
- Medal Komisji Edukacji Narodowej
- nagroda Giganta
- Honorowy Wawrzyn Pracy Organicznej
- Statuetka Starego Marycha
- tytuł Wybitny Wielkopolanin[2].
- Honorowy Obywatel Miasta Poznania (2019)

## Życie prywatne
Żonaty z Anną. Ma dwoje dzieci: córkę Magdalenę i syna Macieja. Na 80. urodziny Agnieszka Duczmal zorganizowała mu koncert zatytułowany Legenda Wituskiego, na którym zagrali m.in. Maksim Wiengierow i Agata Szymczewska, a poprowadził go Tadeusz Zwiefka. W 2014 ukazała się książka w formie rozmowy zatytułowana Przecież to mój Poznań, będąca podsumowaniem życia i osiągnięć Wituskiego (rozmowę przeprowadziła Dorota Ronge-Juszczyk, począwszy od 2011).